# أندريس مالدونادو
أندريس مالدونادو (بالإسبانية: Andrés Maldonado) هو لاعب كرة قدم أوروغواياني، ولد في 9 أبريل 1994 في مونتيفيديو في الأوروغواي. لعب مع ميرامار ميشنس.

## وصلات خارجية
- أندريس مالدونادو على موقع قاعدة بيانات كرة القدم.إي يو (الإنجليزية)
- أندريس مالدونادو على موقع Soccerway.com (الإنجليزية)